# Station Immelborn
Station Immelborn is een spoorwegstation in de Duitse gemeente Barchfeld-Immelborn. Het station werd in 1859 geopend. 